# Epicosymbia spectrum
Epicosymbia spectrum är en fjärilsart som beskrevs av Louis Beethoven Prout 1923. Epicosymbia spectrum ingår i släktet Epicosymbia och familjen mätare. Inga underarter finns listade i Catalogue of Life.